# Cheile Turzii
Cheile Turzii (le Gole di Turda, in ungherese Tordai-hasadék) sono un canyon dichiarato area naturale protetta che si trova a 6 km ad ovest di Turda ed a circa 15 km sud-est di Cluj-Napoca, in Transilvania, Romania. Scavato dal fiume Hășdate tra calcari del Giurassico, il canyon fa parte dei Monti Apuseni.

## Descrizione
Le gole si estendono lungo 2,9 km e le pareti rocciose, quasi verticale e lisce, possono superare i 300 m di altezza. La superficie totale del canyon è di 324 ha. Ci si trovano più di 1000 specie vegetali e 67 specie animali. Il sito è stato abitato dal neolitico.

### Altre attrazioni
Cheile Turzii si trovano a pochi km da due altri canyon (Gole di Tur / Cheile Turului e Gole di Borzești / Cheile Borzești) e a meno di due km dalla cascata di Ciucaș.
Cheile Turzii è uno dei principali siti d'arrampicata della Romania.

## Galleria d'immagini

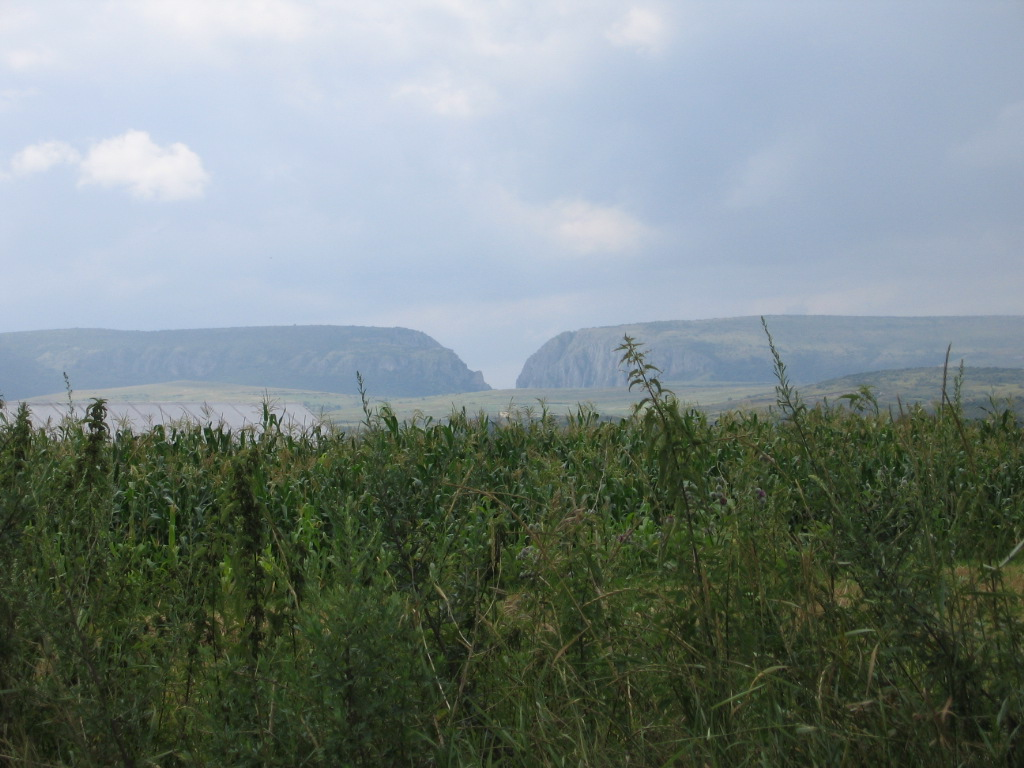
Le Gole di Turda viste dall'ovest
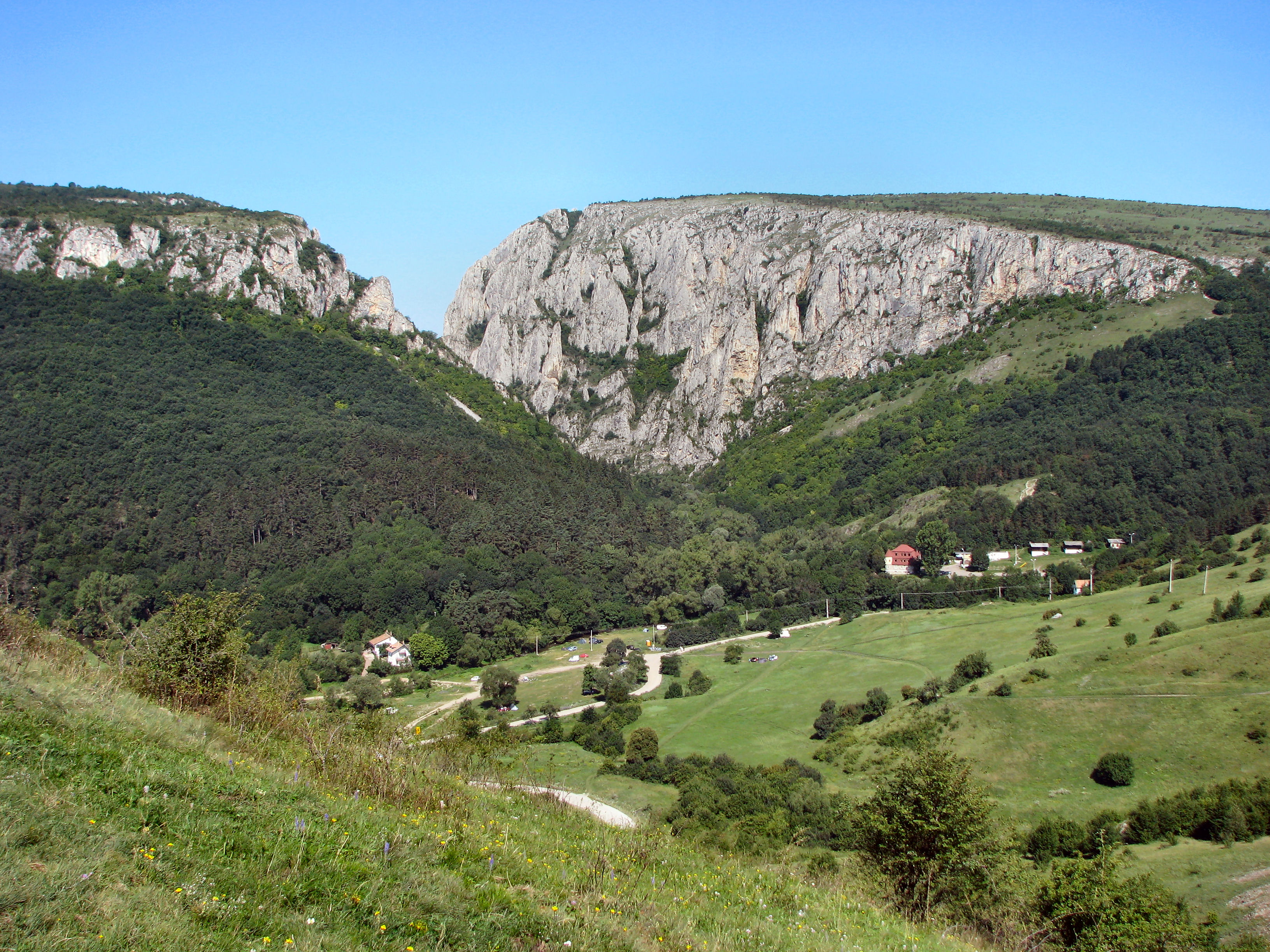
Le Gole di Turda viste dall'est
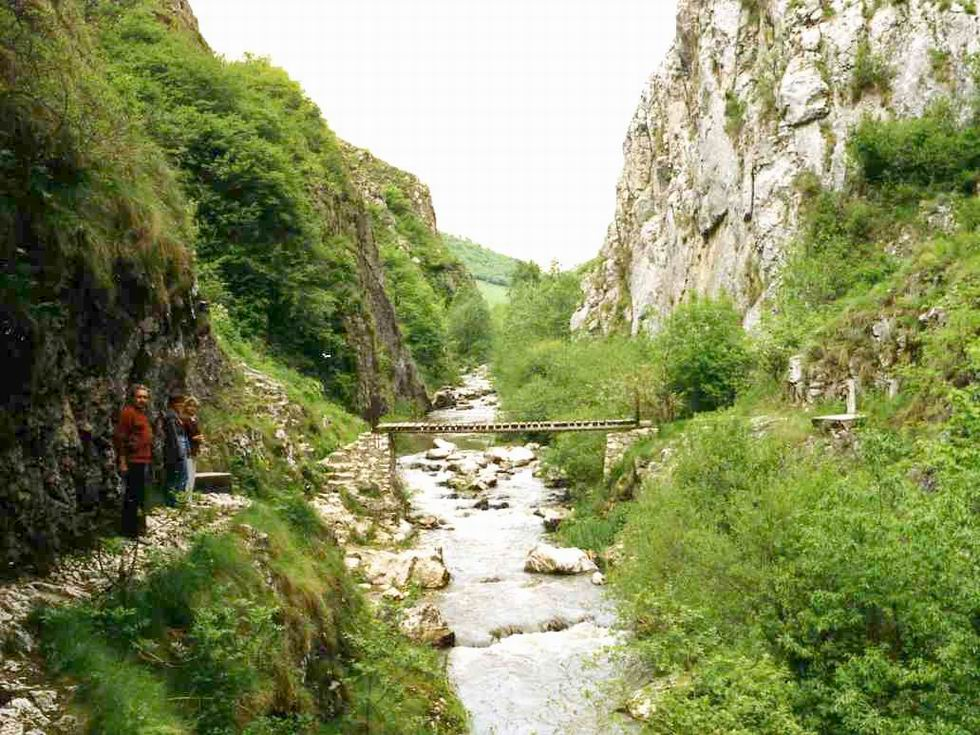
Cheile Turzii
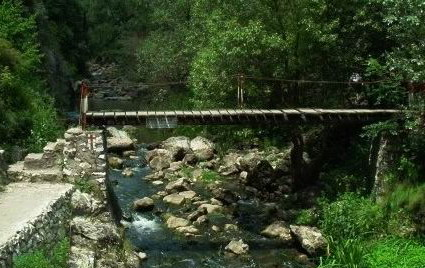
Un ponte

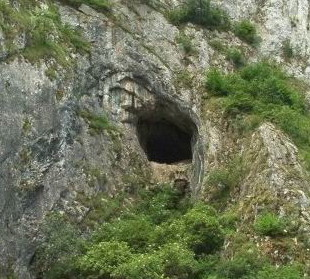
"La Grotta di Balica"
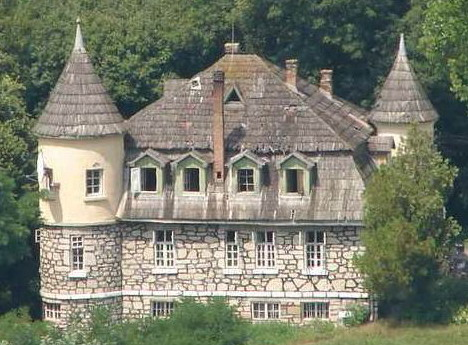
Lo chalet
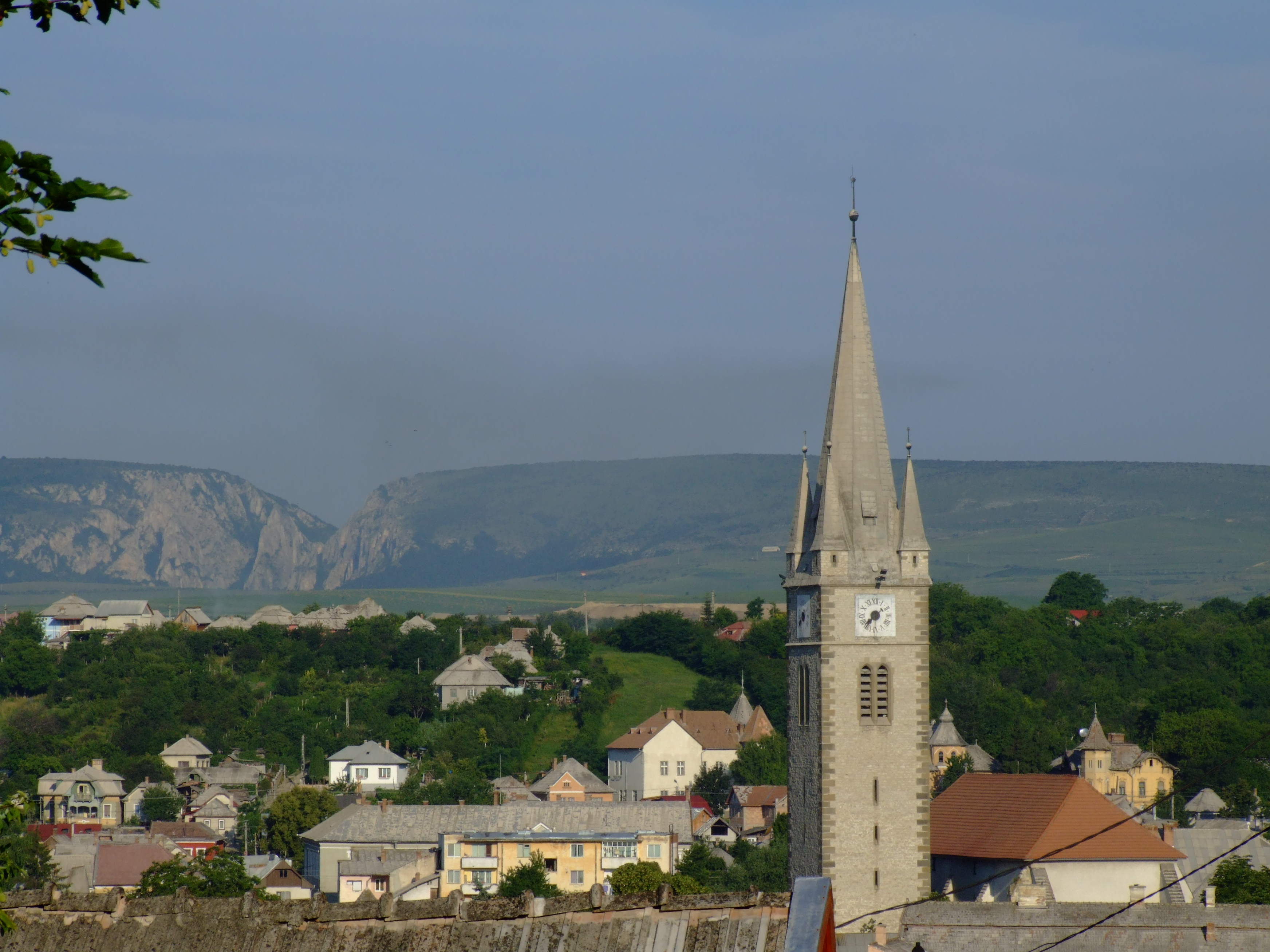
Cheile Turzii viste da Turda
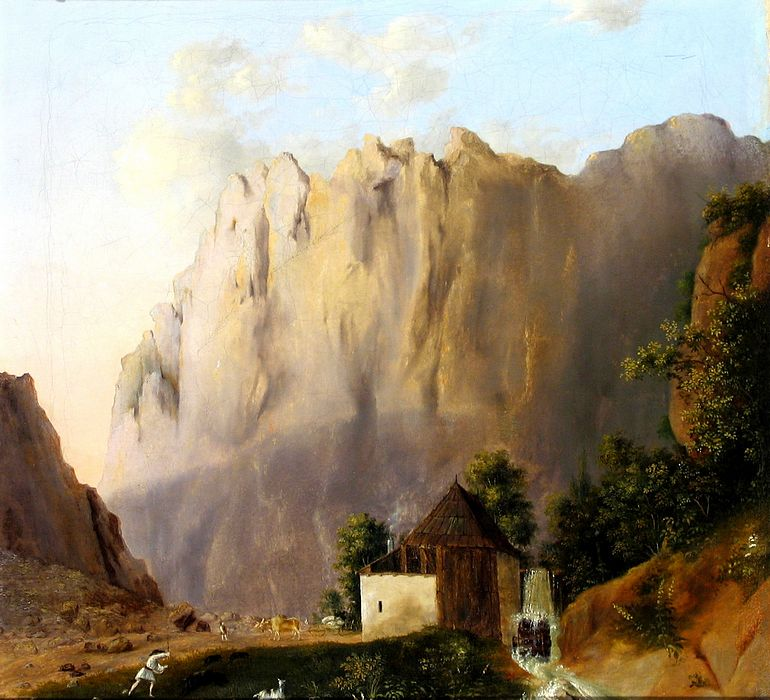
Quadro di Henric Trenk